# Economia real
A economia real diz respeito à produção, compra e fluxo de bens e serviços (como o petróleo, o pão e o trabalho) numa economia. Existe em oposição à economia financeira, que diz respeito aos aspectos da economia que lidam puramente com transações de dinheiro e outros activos financeiros, que representam a propriedade ou reivindicações de propriedade de bens e serviços do setor real.
Na economia real, a despesa é considerada "real", uma vez que a moeda é utilizada para efetuar transações não nocionais, por exemplo, os salários pagos aos empregados para contratar trabalho, as faturas pagas pelo fornecimento de combustível ou os alimentos adquiridos para consumo. A transação inclui a entrega de algo que não é dinheiro ou um ativo financeiro. Desta forma, a economia real centra-se nas atividades que permitem aos seres humanos satisfazer diretamente as suas necessidades e desejos, independentemente de quaisquer considerações especulativas. Os economistas começaram a interessar-se cada vez mais pela economia real (e pela sua interação com a economia financeira) no final do século XX, em resultado do aumento da financeirização global, descrita por Krippner como "um padrão de acumulação em que os lucros são obtidos principalmente através de canais financeiros e não através do comércio e da produção de mercadorias".
O setor real é sensível ao efeito que a liquidez tem sobre os preços dos ativos, como, por exemplo, se o mercado estiver saturado e os preços dos ativos caírem. No setor real esta incerteza pode significar um abrandamento da demanda agregada (e no sector monetário, um aumento na procura de moeda).

## Escolas de pensamento
Na escola neoclássica de economia, a dicotomia clássica afirma que os valores reais e nominais na economia podem ser analisados distintamente. Assim, o valor real do setor é determinado pelas  preferências de um agente e pelo custo de produção, enquanto o setor monetário apenas desempenha o papel de influenciar o nível de preços, pelo que neste exemplo simplificado o papel da oferta e da procura é geralmente limitado a a teoria quantitativa do dinheiro ).
A teoria keynesiana rejeita a dicotomia clássica. Os keynesianos e os monetaristas rejeitam-na com base na noção de que os preços serem rígidos – os preços não conseguem ajustar-se no curto prazo, de modo que um aumento na oferta monetária aumenta demanda agregada e, assim, altera as variáveis macroeconómicas reais. Os pós-keynesianos também rejeitam a dicotomia clássica, por diferentes razões, enfatizando o papel dos bancos na criação de dinheiro, como na teoria do circuito monetário.
A teoria do mercado dicotômico propõe que os resultados reais do setor são independentes do sector monetário, relacionado também com a ideia de neutralidade monetária.

## Bens imóveis
As taxas de juro mais elevadas nas décadas de 1980 e 1990 reduziram os fluxos de recursos e os preços dos ativos em vários países da OCDE, especialmente porque a queda dos preços do imobiliário e as perdas com empréstimos reduziram os capitais próprios do sector bancário. Com o declínio acentuado dos valores imobiliários no nordeste dos Estados Unidos, o crédito também diminuiu.

## Variáveis reais
Dado que a economia real se refere a todos os elementos reais ou não financeiros de uma economia, ela pode ser modelada utilizando apenas variáveis reais, que não necessitam de um sistema monetário para serem representadas. Desta forma, as variáveis reais são:
- Salários: não precisam ser expressos em termos monetários, podem ser expressos em termos reais em qualquer unidade real
  - Ex: 5 laranjas por uma hora de trabalho (isso está relacionado ao conceito de paridade de poder de compra, que pode ser expresso no Índice Big Mac )
- Resultado: pode ser expresso em termos de unidade real
  - Ex: uma empresa de móveis produz 20 mesas e 40 cadeiras por dia

## Economia financeira vs. economia real
De acordo com a dicotomia clássica, a economia nominal e a economia real podem ser analisadas separadamente. Os principais economistas vêem frequentemente os mercados financeiros como um meio de equilibrar as poupanças e os investimentos, afetados intertemporalmente à sua melhor utilização, com base nos fundamentos da economia. Os bancos atuam assim como intermediários entre a poupança e o investimento. Os mercados financeiros, de acordo com a hipótese do mercado eficiente, são considerados eficientes com base em toda a informação disponível. A taxa de juro do mercado é determinada pela oferta e procura de fundos para empréstimo.
Existe algum desacordo quanto ao impacto do setor financeiro e dos mercados de activos na economia real. O economista Mathias Binswanger demonstrou que, desde a década de 1980, os resultados do mercado de acções não parecem conduzir a aumentos da atividade económica real, em contraste com os resultados encontrados por Fama (1990), que concluiu que os aumentos do mercado de acções parecem conduzir a aumentos da economia real. Binswanger atribui esta diferença à possibilidade de bolhas especulativas para a economia durante as décadas de 1980 e 1990. Através da análise de sete países, a economista Kateřina Krchnivá descobriu que um aumento no mercado de acções prevê um aumento na economia real com o desfasagem de um trimestre, sem que exista qualquer relação de resposta no sentido inverso.
Irving Fischer desenvolveu a teoria da deflação da dívida durante a Grande Depressão para explicar as ligações entre o setor financeiro e a economia real. No seu modelo, as recessões e depressões são causadas por um aumento global do nível da dívida real graças à deflação. Em consequência, ocorre a liquidação da dívida, seguida de vendas de emergência e de uma contração da moeda de depósito. Isto leva a uma nova diminuição do nível de preços e a uma onda de falências de empresas, criando uma queda na produção, no comércio e no emprego. O pessimismo e a perda de confiança levam a poupança maior e a uma circulação mais lenta da moeda, provocando perturbações complicadas na taxa de juro. O remédio de Fischer para quando esta sequência de eventos ocorre é reflacionar os preços de volta ao seu nível inicial, evitando essa "espiral viciosa" de deflação da dívida.
Em alternativa, John Maynard Keynes propôs a ideia de preferência pela liquidez como forma de explicar a forma como as alterações na liquidez dos investidores, baseadas nas suas preferências instáveis nos mercados financeiros, poderiam conduzir a alterações em variáveis reais como a produção e o emprego. Assim, em condições de incerteza fundamental, a liquidez torna-se altamente atrativa para os investidores. A economia keynesiana preocupa-se com as formas de moldar a preferência pela liquidez dos investidores através de canais de política monetária e orçamental, a fim de alcançar o pleno emprego. A autoridade monetária pode encorajar mais investimento privado através de uma redução da taxa de juro, enquanto a política fiscal, uma balança comercial positiva e a expansão do crédito à habitação podem também conduzir a um maior crescimento da economia real.